# Pysznica
Pysznica is een dorp in het Poolse woiwodschap Subkarpaten, in het district Stalowowolski. De plaats maakt deel uit van de gemeente Pysznica en telt 2800 inwoners.